# Ripley (Tennessee)
|  | Dieser Artikel wurde aufgrund von inhaltlichen Mängeln auf der Qualitätssicherungsseite des Projektes USA eingetragen. Hilf mit, die Qualität dieses Artikels auf ein akzeptables Niveau zu bringen, und beteilige dich an der Diskussion! Eine nähere Beschreibung der zu behebenden Mängel fehlt. |

Ripley ist eine City im US-Bundesstaat Tennessee und Verwaltungssitz (County Seat) des Lauderdale County. Das U.S. Census Bureau hat bei der Volkszählung 2020 eine Einwohnerzahl von 7.800 ermittelt.

## Wirtschaft und Infrastruktur

### Universitäten und Schulen
- Ripley Middle School
- Ripley Primary School
- Ripley Elementary School
- Ripley High School
- Abundant Life Christian School
- First Apostolic Academy
- Gateway Christian School
- Tennessee Technology Center
- University of Tennessee-Martin, Ripley Campus

## Söhne und Töchter der Stadt
- Sleepy John Estes (1904–1977), Blues-Musiker
- Peetie Wheatstraw (1902–1941), Blues-Pianist, Gitarrist, Sänger und Songschreiber